# PZL P.24

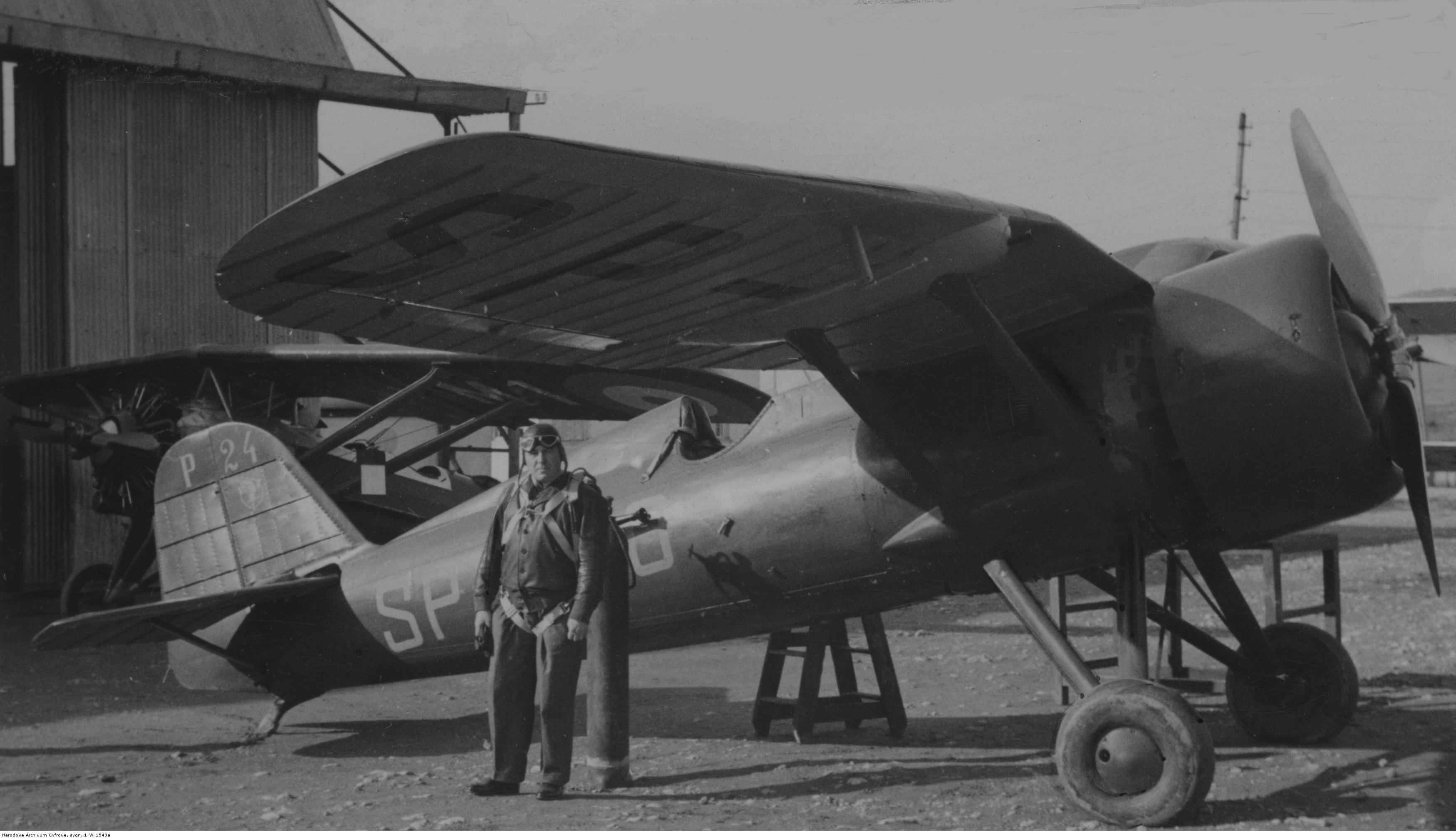
Samolot PZL P.24 na lotnisku

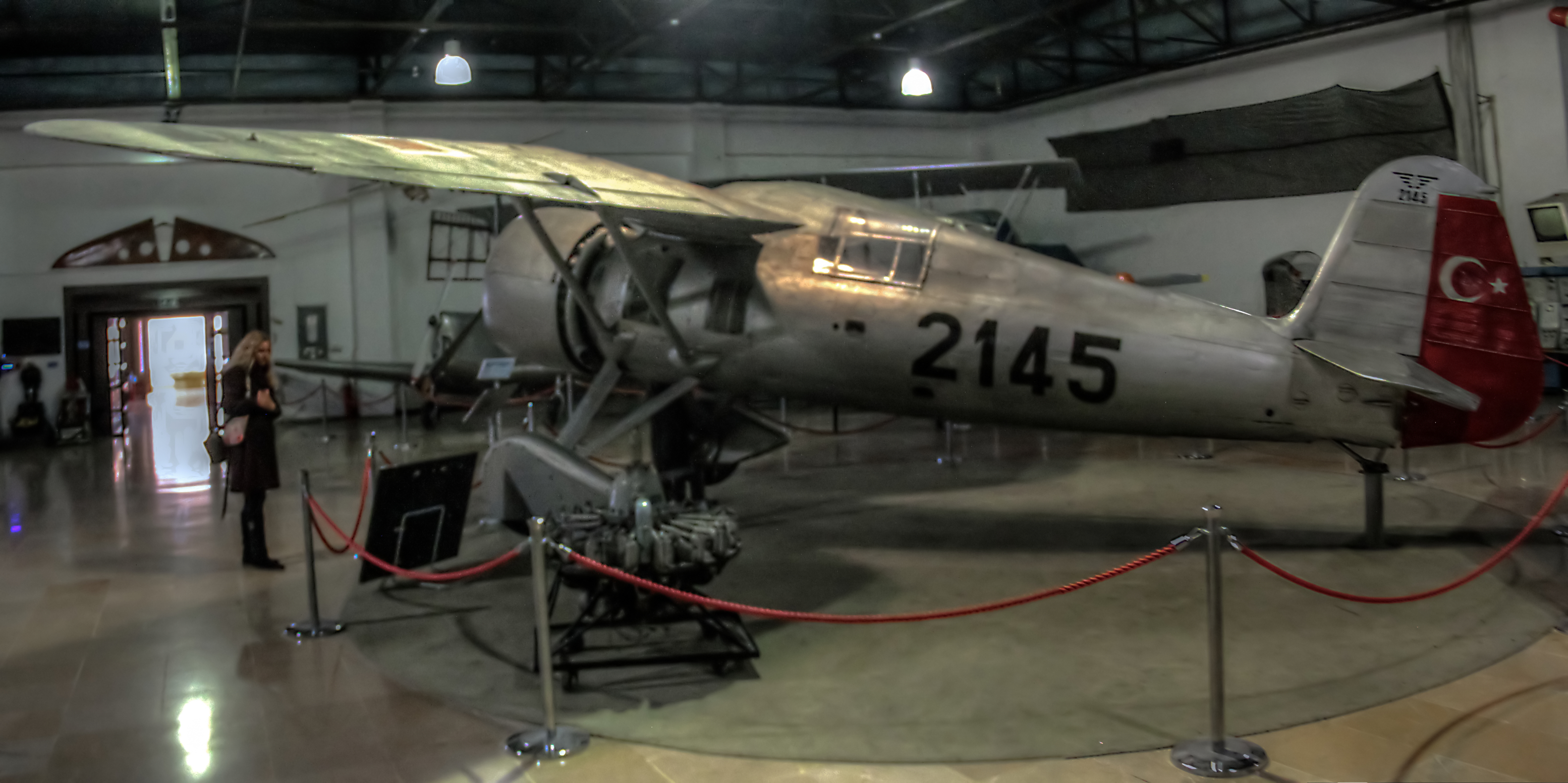
Jedyny zachowany egzemplarz PZL P.24 na ekspozycji w muzeum lotnictwa w Stambule

PZL P.24 – polski myśliwiec konstrukcji inżyniera Wsiewołoda Jakimiuka z rodziny myśliwców z płatem polskim, opracowany i produkowany w Państwowych Zakładach Lotniczych.

## Historia
W 1928 roku utworzone zostało przedsiębiorstwo Państwowe Zakłady Lotnicze (PZL) celem stworzenia konstrukcji zaawansowanego całkowicie metalowego samolotu myśliwskiego. Konstrukcję pierwszego samolotu – PZL P.1 – powierzono inż. Zygmuntowi Puławskiemu, który niedługo wcześniej ukończył Politechnikę Warszawską. Jego konstrukcje tego czasu stały w awangardzie światowej techniki lotniczej na następne 10 lat. Powstałe następnie projekty samolotów myśliwskich PZL P.7 i P.11 stanowiły trzon ówczesnych polskich sił powietrznych. Najbardziej rozwiniętą konstrukcją samolotów tej rodziny był PZL P.24.
PZL P.24 był przeznaczonym na eksport rozwinięciem konstrukcji samolotu PZL P.7 przystosowanym do nieużywanych w Polsce silników Gnome-Rhône. Pierwszy lot prototypu P24/I odbył się w lutym 1933 z silnikiem Gnome Rhone 14 Kfs o mocy startowej 760 KM. Uzbrojenie składało się z czterech karabinów maszynowych kal. 7,9 mm i dwóch automatycznych działek Oerlikon FF kal. 20 mm. Następnie powstały prototypy od II do IV, z których ten ostatni miał już zamkniętą kabinę, a silnik 14 Kfs został ulepszony do mocy startowej 900 KM i stanowił model startowy dla serii pilotażowej sześciu samolotów. Oblatał go w maju 1933 pilot doświadczalny PZL Bolesław Orliński, który w 1934 ustanowił na nim rekord prędkości dla samolotów myśliwskich z silnikiem gwiazdowym, wynoszący 416 km/h. W tym samym roku trzeci prototyp P.24/III, nazwany Super P-24bis wystawiono na paryskim salonie lotniczym, gdzie został wysoko oceniony i spotkał się z dużym zainteresowaniem. Samolot demonstrowano ponadto misjom wojskowym licznych państw.
Ponieważ prototypy P.24 były oparte na konstrukcji samolotu PZL P.7, a w tym czasie wdrożono do produkcji w Polsce ulepszoną i zmienioną konstrukcyjnie wersję P.11c, podobne zmiany wprowadzono we wzorcu wersji seryjnej P.24, oblatanym wiosną 1936. Zaadaptowano w nim między innymi nowy tył kadłuba i usterzenie z P.11c oraz obniżono oś silnika w celu uzyskania lepszej widoczności. Samolot ten wdrożono do produkcji pod oznaczeniem PZL P.24A.
W następnych latach opracowano nowe wersje B, C, E różniące się uzbrojeniem oraz wersje F i G z mocniejszym silnikiem. Samolot został zakupiony przez takie kraje jak Turcja (14 P.24A i 26 P.24C), Bułgaria (14 P.24B i 26 P.24F (z 26 zamówionych dostarczono do końca lipca 1939 22 egzemplarze, 4 zostały zniszczone podczas kampanii wrześniowej w czasie ataku III Rzeszy na Polskę), Grecja (30 P.24F i 6 P.24G) i Rumunia (5 P.24E). Ponadto Rumunia i Turcja nabyły licencję na produkcję P.24. W Turcji w zakładach TFK Kayseri wyprodukowano łącznie 40 samolotów P.24C i P.24F. Część tych samolotów następnie przebudowano na wersję P.24G. Jeden z takich samolotów znajduje się w tureckim muzeum lotnictwa (tur. Havacilik Müzesi) w miejscowości Yesilköy koło Stambułu.
W Rumunii w zakładach IAR wyprodukowano 25 samolotów w wersji P.24E. Licencyjny IAR P.24E stał się podstawą opracowania oryginalnej rumuńskiej konstrukcji myśliwca IAR-80. Nowy myśliwiec zbudowano w układzie dolnopłata, natomiast z PZL P.24E zachowano kadłub z całością wyposażenia wewnętrznego i silnik. W 1937 opracowano wersję PZL P.24H z przeznaczeniem na eksport do Estonii, Finlandii, Jugosławii i Węgier. Napędzany silnikiem Gnome Rhone 14 ON 20/21 o mocy 1050 KM, był najszybszym P-24, osiągając prędkość 460 km/h.
W 1939 opracowano wersję PZL P.24J dla lotnictwa bułgarskiego. Prawdopodobnie prototyp PZL P.24/III przerobiono na wersję PZL P.11g Kobuz, wmontowując inny silnik i kilka elementów z PZL P.11c. We wrześniu 1939 na lotnisku Okęcie znajdował się kadłub prototypu PZL P.24J. 3 września rozpoczęto prace nad jego ukończeniem, jednak zdołano tylko przynitować jeden element oraz pomalowano usterzenie.

## Udział w walce

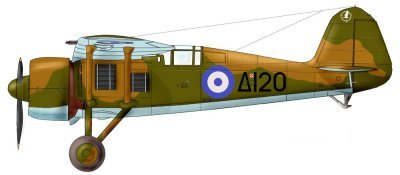
Grecki P.24G

Samolot służył w siłach lotniczych Turcji, Rumunii, Bułgarii i Grecji. Lotnictwo greckie skutecznie i z wysoką oceną użyło go w walkach z włoskim agresorem w latach 1940–1941, mimo stosunku sił samolotów myśliwskich stron 36:179. Greckie P-24 udowodniły swoją wartość; samolot był równy Fiatowi CR.32 i CR.42 w walce powietrznej. Zestrzelono też kilka bombowców SM-79. Pomimo odwagi greckich pilotów, P.24 praktycznie nie miał szans przeciwko niemieckim Bf-109 Luftwaffe.

## Opis techniczny
Całkowicie metalowy górnopłat zastrzałowy z płatem Puławskiego (lub „płatem polskim”). Podwozie samolotu klasyczne dwukołowe stałe z płozą ogonową. Kabina pilota jednomiejscowa, zamknięta. Uzbrojenie stanowiły dwa działka kaliber 20 mm i 2 karabiny maszynowe kal. 7,9 mm lub 4 km-y oraz 50 kilogramów bomb. Silnik gwiazdowy w P.24A, B, C i E Gnome-Rhône 14K (930 KM), w P.24F i G Gnome-Rhône 14N o mocy 970 KM.

## Wersje
- P.24/I – samolot myśliwski, prototyp (stosowano usterzenie pionowe z PZL P.11a).
- P.24/II – samolot myśliwski, drugi prototyp.
- P.24/III – samolot myśliwski, wzór dla egzemplarzy seryjnych.
- P.24A – samolot myśliwski, pierwsza wersja seryjna.
- P.24B – samolot myśliwski.
- P.24C – samolot myśliwski.
- P.24D – samolot myśliwski, wersja planowana, nie weszła do produkcji.
- P.24E – samolot myśliwski.
- P.24F – samolot myśliwski, pierwsza wersja z mocniejszym silnikiem.
- P.24G – samolot myśliwski.
- P.24H – samolot myśliwski, prawdopodobnie wersja dla Polski.
- P.24J – samolot myśliwski, wersja eksportowa, zbudowano kadłub dla prototypu.

## Dane

### Ogólne charakterystyki
| Dane techniczne          | P.24/I,II         | P.24/III          | P.24A             | P.24B, C          | P.24E                | P.24F, G           |
| ------------------------ | ----------------- | ----------------- | ----------------- | ----------------- | -------------------- | ------------------ |
| Masa własna kg           | 1230              | 1262              | 1327              | 1327              | 1340                 | 1329               |
| Masa całkowita kg        | 1680              | 1724              | 1902              | 1870              | 1900                 | 2000               |
| Paliwo l                 | 336               | 336               | 336               | 336               | 336                  | 360                |
| Rozpiętość m             | 10,57             | 10,57             | 10,71             | 10,71             | 10,71                | 10,68              |
| Długość m                | 7,50              | 7,50              | 7,50              | 7,50              | 7,50                 | 7,81               |
| Wysokość m               | 2,68              | 2,70              | 2,69              | 2,69              | 2,69                 | 2,69               |
| Powierzchnia nośna m²    | 17,90             | 17,90             | 17,90             | 17,90             | 17,90                | 17,90              |
| Silnik                   | Gnome-Rhône 14Kds | Gnome-Rhône 14Kfs | Gnome-Rhône 14Kfs | Gnome-Rhône 14Kfs | Gnome-Rhône 14KIIc32 | Gnome-Rhône 14N-07 |
| Moc kW/KM                | 559/760           | 661/900           | 661/900           | 661/900           | 661/900              | 700/970            |
| Prędkość maksymalna km/h | 388               | 416               | 410               | 410               | 408                  | 430                |
| Pułap m                  | 9800              | 10500             | 9000              | 9000              | 10000                | 10500              |
| Wznoszenie m/s           | 10                | 11,5              | 11                | 11                | 11                   | 11,1               |
| Zasięg km                | 600               | 600               | 700               | 700               | 700                  | 700                |

### Uzbrojenie
- P.24/I – 2 działka w kadłubie
- P.24/II – bez uzbrojenia
- P.24/III – 2 działka Oerlikon FF 20 mm pod skrzydłami, 2 km Colt-Browning MG40 7,9 w skrzydłach
- P.24A, E, F – 2 działka Oerlikon FF 20 mm pod skrzydłami, 2 km Colt-Browning MG40 7,9 w skrzydłach, bomby 4 x 12,5 kg lub 2 x 50 kg
- P.24B – 4 km PWU wz. 33 7,9 w skrzydłach, 2 zaczepy SW 2x12 na 4 12,5 kg bomby
- P.24C – 4 km Colt-Browning MG40 7,9 w skrzydłach, 2 zaczepy na 12,5 kg bomby
- P.24D – 2 km w skrzydłach
- P.24G – 4 karabiny maszynowe Colt-Browning MG 40, bomby 4 x 12,5 kg lub 2 x 50 kg
- P.24H – 2 działka Oerlikon FF 20 mm w skrzydłach
- P.24J – 4 działka Oerlikon FF 20 mm w skrzydłach

## Muzealne P.24
W muzeum w Stambule eksponowany jest jeden egzemplarz PZL P.24G. Według niepotwierdzonej informacji, zamieszczonej w LAI, w Turcji miałyby znajdować się jeszcze trzy inne myśliwce tego typu.